# Prokne

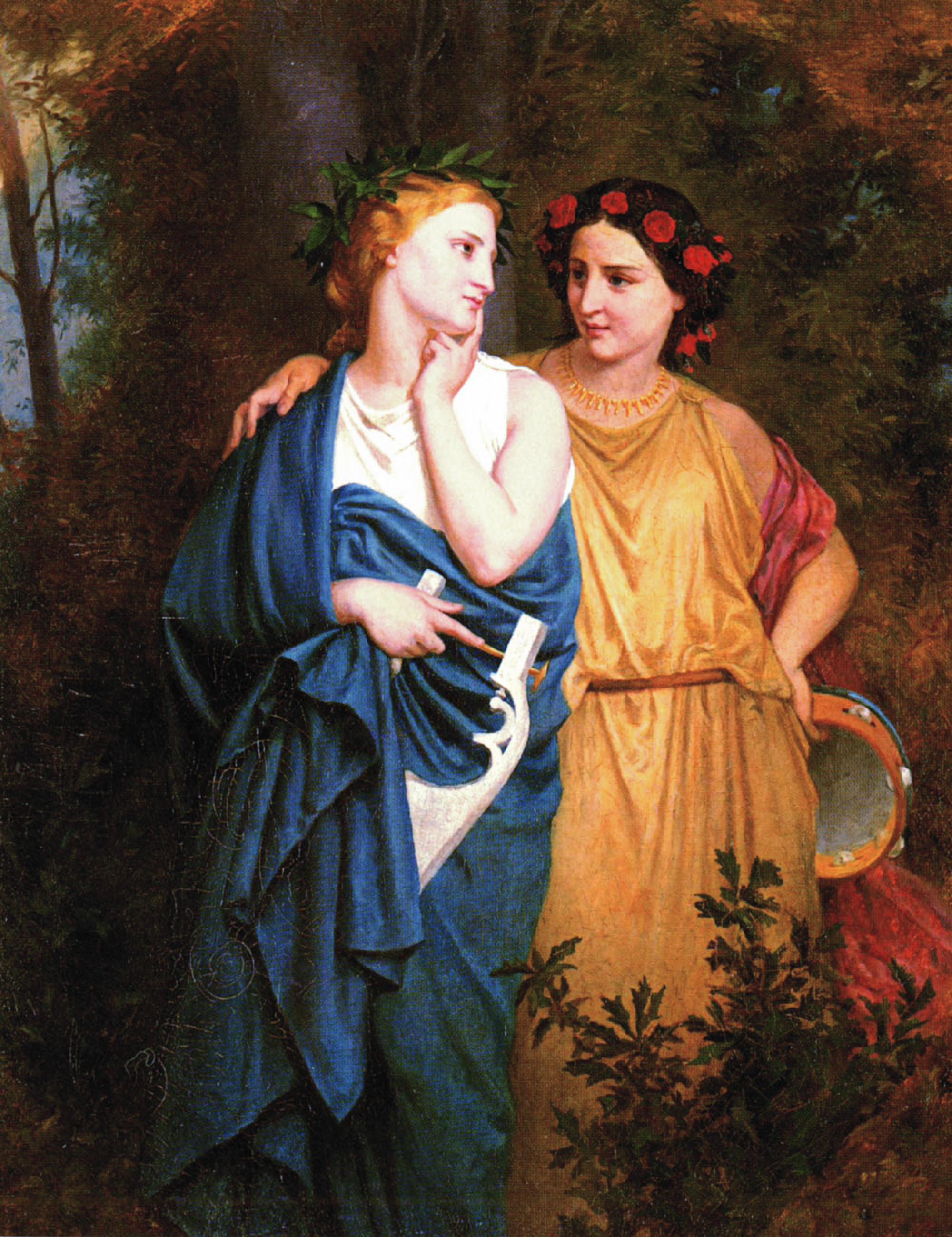
Filomele och Prokne, målning av Elizabeth Jane Gardner.

Prokne var en prinsessa i grekisk mytologi. Hon var dotter till Pandion och syster till Filomele. Prokne var gift med Tereus, kung av Thrakien. Tillsammans hade de sonen Itys. När Prokne fick reda på att Tereus våldtagit hennes syster Filomele hämnades hon genom att slakta sonen och ge Tereus att äta. Innan Tereus i sin tur hinner hämnas förvandlas han, Prokne och Filomele till fåglar.